# Lucas Malcotti
Lucas Malcotti (9 de enero de 1995) es un deportista suizo que compite en esgrima, especialista en la modalidad de espada.
Ganó dos medallas en el Campeonato Mundial de Esgrima, oro en 2018 y bronce en 2019, ambas en la prueba por equipos. Participó en los Juegos Olímpicos de Tokio 2020, ocupando el octavo lugar en la prueba por equipos.

## Palmarés internacional
| Campeonato Mundial | Campeonato Mundial | Campeonato Mundial | Campeonato Mundial |
| Año                | Lugar              | Medalla            | Prueba             |
| ------------------ | ------------------ | ------------------ | ------------------ |
| 2018               | Wuxi (China)       | Medalla de oro     | Espada por equipos |
| 2019               | Budapest (Hungría) | Medalla de bronce  | Espada por equipos |